# ماتو میلوش
ماتو میلوش (کرواتی: Mato Miloš؛ زادهٔ ۳۰ ژوئن ۱۹۹۳) بازیکن فوتبال اهل کرواسی است.
از باشگاه‌هایی که در آن بازی کرده‌است می‌توان به باشگاه فوتبال پروجا، باشگاه فوتبال روبور سیه‌نا، باشگاه فوتبال اسپتزیا، باشگاه فوتبال رییکا، باشگاه فوتبال لخیا گدانسک، و باشگاه فوتبال سیبالیا اشاره کرد.
وی همچنین در تیم‌های ملی فوتبال زیر ۲۰ سال کرواسی، زیر ۲۱ سال کرواسی، و کرواسی بازی کرده‌است.